# Josef Jirásek
Josef Jirásek (28. března 1899 – ???) byl český a československý politik a člen Komunistické strany Československa, za kterou byl po roce 1945 poslancem Prozatímního Národního shromáždění.

## Biografie
V letech 1945–1946 byl poslancem Prozatímního Národního shromáždění za KSČ. Mandát zastával do parlamentních voleb v roce 1946.